# Skjorta (Gloppen)
Skjorta er et bjerg på grænsen mellem Gloppen- og Jølster kommune i Vestland fylke i Norge. Skjorta er 1.472 meter over havet, og rejser sig 1.411 meter op fra Breimsvatnets sydvestlige side, og er et landemærke fra Europavej E39 som går langs Breimsvatnets nordside. Med lidt fantasi kan bjergets navn forklares ud fra faconen, set fra nord.
Skjorta kan bestiges fra Jølster i syd, eller op langs vestre ryg fra Kandal.

## Eksterne kilder og henvisninger
- Norwegian Mountains, Sogn og Fjordane - Utvikfjellet (med billede af Skjorta)